# Бекингем (Техас)
Район города Ричардсона, штат Техас. До 1996 года имел статус отдельного города. Площадь 0,6 км². Население 2 731 человек.
Начиная с 1983 года, компания, занимавшаяся массовой застройкой, начала приобретать владения немногочисленных местных жителей. Одним из условий покупки стала отмена ограничений на продажу алкоголя. Однако, в связи с экономическим спадом в конце 80-х годов 20 века, строительная компания, которая в итоге стала владельцем всего города, обанкротилась.
Строительство новых домов началось в середине 90-х годов 20 века. К тому времени, город со всех сторон был окружен застройкой Ричардсона и в 1996 году был им аннексирован. Тем не менее, право на продажу спиртного за местными жителями осталось. В самом Ричардсоне сухой закон был частично отменён в 2006 году.